# György Kárpáti
György Kárpáti (ur. 23 czerwca 1935 w Budapeszcie, zm. 17 czerwca 2020 tamże) – węgierski piłkarz wodny. Wielokrotny medalista olimpijski.
Na igrzyskach startował cztery razy (1952–1964) – debiutując jako zaledwie siedemnastolatek – i za każdym razem z drużyną waterpolistów sięgał po medale, w tym po trzy złote. Trzykrotnie był mistrzem Europy (1954, 1958 i 1962). Był zawodnikiem m.in. Ferencvárosu. W 1982 został przyjęty do International Swimming Hall of Fame.